# SP-328
A SP-328 é uma rodovia radial do estado de São Paulo, administrada pelo Departamento de Estradas de Rodagem do Estado de São Paulo (DER-SP) e pelas concessionárias ViaPaulista e Entrevias.

## Denominações
Recebe as seguintes denominações em seu trajeto:
Nome:	Sem denominação
- De - até:	Bairro Paraíso (Santa Cruz da Conceição) - Pirassununga (Rua Siqueira Campos)

Nome:	Sem denominação
- De - até:	Pirassununga (Av. Duque de Caxias Norte) - Porto Ferreira (Av. Rudolf Streit)

Nome:	Luís Pizetta, Rodovia
- De - até:	Porto Ferreira (Av. Cristo Redentor) - Santa Rita do Passa Quatro (Trevo Zequinha de Abreu)
- Legislação:	LEI 7.813 DE 23/04/92

Nome:	Ângelo Roberto, Rodovia
- De - até:	do Trevo Zequinha de Abreu a SP-330, km 252 (Santa Rita do Passa Quatro)
- Legislação:	LEI 11.029 DE 04/01/2002

Nome:	José Fregonezi, Rodovia
- De - até:	Cravinhos - Bonfim Paulista - Ribeirão Preto
- Legislação:	LEI 4.942 DE 23/12/85

Nome:	Alexandre Balbo, Rodovia
- De - até:	Ribeirão Preto (Anel Viário Ligação SP-330-SP-322)
- Legislação:	LEI 3.713 DE 04/01/83

Nome:	Francisco Marcos Junqueira Neto, Rodovia
- De - até:	Jardinópolis - Sales Oliveira - Orlândia
- Legislação:	DEC. 16.509 DE 14/01/81

Nome:	Sem denominação
- De - até:	Igarapava - Divisa Minas Gerais

## Descrição
Principais pontos de passagem: SP 330 - Pirassununga - Porto Ferreira - Sta R. do Passa Quatro / SP 330 (Rib.Preto) - Sales de Oliveira - Orlândia / Divisa MG

## Características

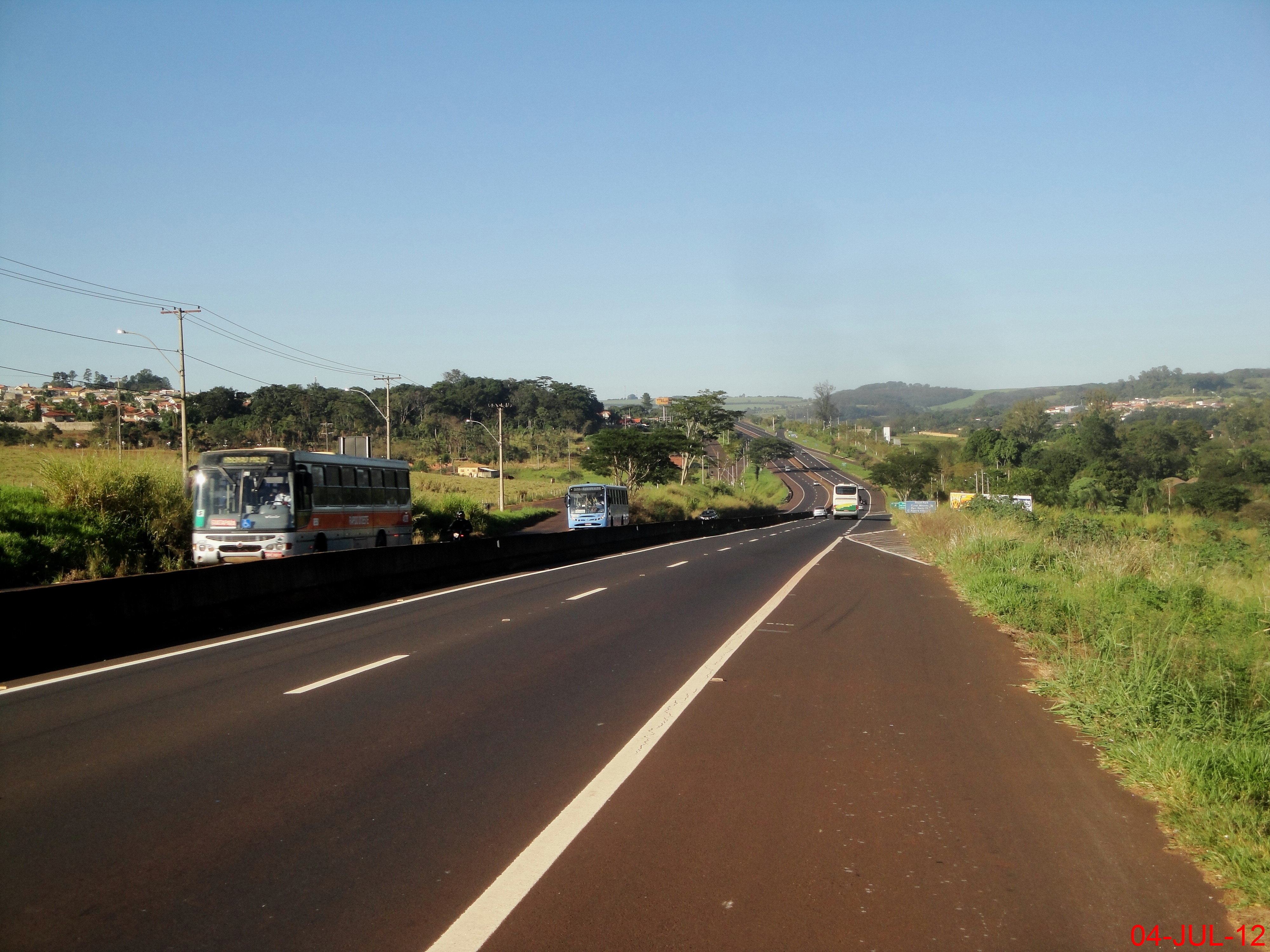
Trecho da SP-328 em Bonfim Paulista.

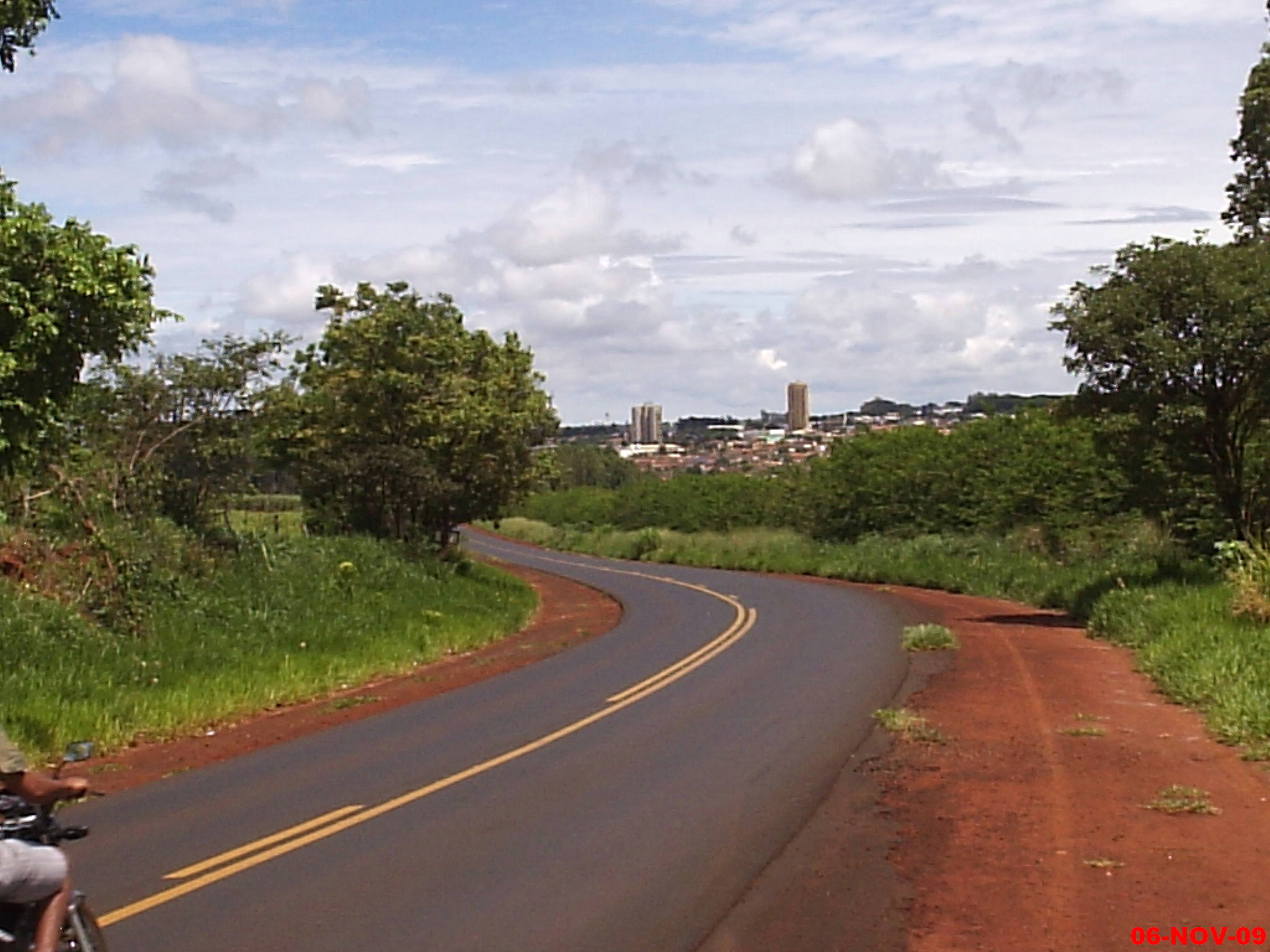
Trecho da SP-328 em Orlândia.

### Extensão
- Km Inicial: 200,400
- Km Final: 475,740

### Localidades atendidas
- Pirassununga
- Porto Ferreira
- Santa Rita do Passa Quatro
- São Simão
- Cravinhos
- Bonfim Paulista
- Ribeirão Preto
- Jardinópolis
- Sales Oliveira
- Orlândia
- São Joaquim da Barra
- Guará
- Ituverava
- Buritizal
- Aramina
- Igarapava